# الأشرار 2
الأشرار 2 (بالإنجليزية: The Bad Guys 2) هو فيلم رسوم متحركة كوميدي وسرقة أمريكي قادم، مبني على سلسلة كتب الأطفال "الأشرار" من تأليف آرون بليبي. يُعد الفيلم الجزء الثاني من الأشرار (2022)، وثاني فيلم روائي طويل في السلسلة، من إنتاج دريم ووركس أنيميشن وتوزيع يونيفرسال بيكتشرز. أخرج الفيلم بيير بيريفيل، مع جي بي سانس كمخرج مشارك. يؤدي أدوار البطولة الصوتية كلٌ من سام روكويل، مارك مارون، كريغ روبنسون، أنتوني راموس، أوكوافينا، زازي بيتز، ريتشارد أيواد، ليلي سينغ، وأليكس بورستين، الذين يعودون لتجسيد شخصياتهم من الجزء الأول، إلى جانب الوافدين الجدد دانيال بروكس، ماريا باكالوفا، وناتاشا ليون. تصوّر أحداث الفيلم عودة فريق الأشرار من التقاعد القسري، بعد أن يُجبروا على التعاون مع فرقة إجرامية نسائية تُعرف باسم الفتيات السيئات، لتنفيذ عملية سرقة أخيرة.
صرح المخرج بيير بيريفيل في مارس 2022 برغبته في إخراج تكملة للفيلم الأول، وذلك قبل شهر من إصداره. أعلنت دريم ووركس أنيميشن رسميًا عن إنتاج جزء ثانٍ بعد عامين، مؤكدةً عودة بيريفيل للإخراج، إلى جانب تعيين جي بي سانس كمخرج مشارك. كما تأكدت عودة طاقم التمثيل الصوتي الأصلي، بمن فيهم سام روكويل وأوكوافينا ومارك مارون وغيرهم. انضمت ناتاشا ليون إلى فريق التمثيل في يوليو 2024 تلتها دانيال بروكس وماريا باكالوفا اللتان أُعلن عن مشاركتهما في نوفمبر من العام نفسه. ويعود المؤلف الموسيقي دانيال بيمبرتون أيضًا لتلحين الموسيقى التصويرية للفيلم، بعد أن ألّف موسيقى الجزء الأول.
من المقرر إصدار فيلم الأشرار 2 في الولايات المتحدة في الأول من أغسطس عام 2025. 

## تمهيد
تدور أحداث الفيلم بعد مرور خمس سنوات على واحدة من أولى عمليات السطو التي نفذها فريق الأشرار، حيث يحاول كل من السيد وولف وفريقه التأقلم مع حياتهم الجديدة كأشخاص صالحين. رغم ابتعادهم عن عالم الجريمة، فإنهم لا يزالون يعانون في الحصول على الثقة والقبول من المجتمع الذي لا يزال يحمل شكوكًا بشأن نواياهم الحقيقية.
لكن هذه الحياة المستقرة سرعان ما تنقلب رأسًا على عقب عندما تظهر على الساحة فرقة جديدة تُعرف باسم الفتيات السيئات — مجموعة من المجرمات المبدعات والشرسات اللواتي تربين على قصص مغامرات فريق الأشرار السابق. وبسبب إعجابهن الشديد بتلك المغامرات، يُجبر فريق الأشرار، على غير إرادتهم، على الخروج من التقاعد والانخراط في مهمة أخيرة مليئة بالإثارة والتحديات.

## الطاقم الصوتي
- سام روكويل في دور السيد وولف: زعيم الأشرار.
- مارك مارون في دور السيد سنيك: أفضل صديق لوولف و الثاني في قيادة الفريق.
- كريغ روبنسون في دور السيد شارك: سيد التمويه للفريق.
- أنتوني راموس في دور السيد بيرانا: القوة البدنية للفريق.
- أوكوافينا بدور السيدة تارانتولا / ويبس: القرصانة الإلكترونية للفريق.
- دانييل بروكس بدور كيتي كات: [2] نمرة ثلجية وزعيمة الفتيات السيئات.
- ناتاشا ليون بدور دوم، [2] غراب: عضو في فرقة الفتيات السيئات، وحبيبة سنيك.
- ماريا باكالوفا بدور بيجتيل: [2] خنزير بري وعضو في فرقة الفتيات السيئات.
- زازي بيتز بدور الحاكمة ديان فوكسينجتون: ثعلب أحمر ، حاكمة الولاية، وحبيبة وولف [3] التي عملت سابقًا باسم المخلب القرمزي.
- ريتشارد أيواد في دور البروفيسور مارمالاد: خنزير غينيا وعدو للفريق.
- ليلي سينغ في دور تيفاني فلافيت: مراسلة أخبار بشرية.
- أليكس بورستين في دور ميستي لوجينز: [2] رئيسة الشرطة البشرية التي تمت ترقيتها إلى مفوضة الشرطة ولا غير واثقة في الفريق.

## إنتاج

### تطوير
أعرب المخرج بيير بيريفيل عن رغبته في العمل على جزء ثانٍ من الفيلم في مارس 2022 قبل شهر من إصدار فيلم الأشرار (2022)، مشيرًا إلى تطلعه لاستكشاف المزيد من مغامرات الشخصيات. أُكد في 26 مارس 2024 أن دريم ووركس أنيميشن ستنتج تكملة للفيلم، مع عودة بيريفيل للإخراج. كما عُين جيه بي سانس، الذي عمل كـرئيس الرسوم متحركة للشخصيات في الفيلم السابق، كمخرج مشارك. بالإضافة إلى ذلك، أكد استوديو دريم ووركس عودة فريق الصوت الأصلي للفيلم المتمثلين في: سام روكويل، مارك مارون، أوكوافينا، كريغ روبنسون، أنتوني راموس، ريتشارد أيواد، زازي بيتز، أليكس بورستين، وليلي سينغ، الذين سيستمرون في تمثيل أدوارهم. كما سيعود دانيال بيمبرتون لتأليف الموسيقى التصويرية. أُعلن عن انضمام ناتاشا ليون إلى طاقم التمثيل الصوتي للجزء الثاني في 13 يوليو 2024، أُضيفت دانيال بروكس وماريا باكالوفا إلى الفريق أيضًا في نوفمبر من نفس العام.

### الرسوم المتحركة
كُشف في 6 أكتوبر 2023 أن الفيلم — الذي لم يُعلن عن عنوانه رسميًا في ذلك الوقت — سيكون من إنتاج استوديو سوني بيكتشرز إيميج وركس. وقد أُعتمد نموذج الإنتاج المختلط بالتعاون مع استوديو دريم ووركس أنيميشن ، وهو نموذج يتضمن توزيع مهام الإنتاج بين الاستوديوهين لتسريع وتيرة العمل وتقديم منتج بصري عالي الجودة.
تولت دريم ووركس مرحلة ما قبل الإنتاج بالكامل داخليًا، إضافة إلى تنفيذ ما يقرب من 50٪ من عملية بناء الأصول (العناصر الرقمية) إلى جانب ساعة كاملة من الرسوم المتحركة النهائية. بالمقابل، أُوكلت إلى سوني بيكتشرز إيميج وركس مسؤولية إنجاز النصف الآخر من بناء الأصول، بالإضافة إلى إنتاج 20 دقيقة من اللقطات للفيلم.

## الإصدار
من المقرر إصدار فيلم الأشرار 2 في الأول من أغسطس لعام 2025. 
كجزء من الصفقة طويلة الأمد بين يونيفرسال ونتفليكس، يُبث الفيلم على بيكوك خلال الأشهر الأربعة الأولى من نافذة التلفزيون المدفوع، قبل أن يُعرض على نتفليكس خلال الأشهر العشرة التالية، ويُعاد عرضه على بيكوك خلال الأشهر الأربعة المتبقية.